# 超異域公主連結☆Re:Dive
《超異域公主連結☆Re:Dive》是一款由Cygames開發及營運的奇幻風格角色扮演手機遊戲，於2018年2月15日在iOS、Android平台營運，同年5月22日在DMM GAMES平台營運。為CyberAgent與Cygames共同開發，於2015年2月至2016年7月間於Ameba營運的社群網路遊戲《公主連結》的續作。本遊戲除了在日本外，也與海外業者合作推出包含繁體中文（台灣、香港、澳門由So-net Entertainment Taiwan代理營運）、韓文（韓國由Kakao Games代理營運）、簡體中文（中國大陸由bilibili Game代理營運）、泰文（由Ini3 Digital代理營運）、英文（由Crunchyroll代理營運）等版本。
2019年2月15日，在一周年直播節目中宣布改編為電視動畫。2020年2月13日，在二周年直播節目公開動畫預告。 2020年8月14日，在2.5週年直播節目公開動畫第二期製作決定預告。

## 遊戲機制
主要特色為動畫方式表現的劇情，由Wit Studio所製作，並結合腳本家日日日(僅限第一部)、作曲家田中公平。玩家可將蒐集到的角色，組成五人編隊，依前衛、中衛、後衛三排與NPC交戰；而玩家也可組織公會，除了與NPC對戰外，也能與其他玩家進行對戰。

### 主線任務與劇情
遊戲以無數關卡作為區分，每個關卡會有三波怪物來襲，每波有一分半的時間，在時間內將所有怪物打倒便算過關並獲得獎勵。通過特定關卡之後便可閱讀更多主線劇情的章節。除了 Normal（一般）之外，還有 Hard（困難）和 Very Hard（非常困難）的關卡，困難關卡需要將一般關卡破到對應的階層才能挑戰。沒有通過困難的關卡並不會影響一般關卡的推進，並且，困難的關卡不會影響閱讀主線劇情。困難關卡通關會贈送特定角色的記憶碎片，這些記憶碎片可以用來升級角色的星等、解鎖或升級該角色的專屬武器，若取得的記憶碎片是尚未解鎖的角色，也可以累積至一定量來交換該角色。

### 競技場
分為戰鬥競技場與公主競技場，戰鬥競技場每個玩家需要準備一組 5 名角色的隊伍，並挑戰其他比自己名次靠前的玩家及NPC，與其他遊戲內的戰鬥不同，
競技場除了選擇角色以外，玩家無法控制戰鬥的過程，包含必殺技的施放。当玩家的竞技场排名处于50名外时，在挑战其他玩家时，可以使用游戏中的skip键跳过战斗而不需要观看战斗全过程。
每當玩家得到歷史新高的排名時，系統會予以獎勵。
另外，每天下午三點系統會根據玩家排名再額外給予獎勵。
公主競技場和戰鬥競技場類似，只是玩家必須準備三組隊伍。
值得一提的是，並非所有伺服器的玩家都待在同一個競技場內，系統會依照玩家通過主線任務關卡的時間進行分區，以確保新手不會與資深玩家分在同一個競技場內，每隔一段時間競技場會重置，重置後玩家的排名統一為15001名，需打新的NPC及重置後在同區的玩家來往上爬。

### 活動
《超異域公主連結☆Re:Dive》每個月的月初及月中各會舉辦一個活動，可能為舊的活動復刻或是新的，伴隨著特殊的劇情與任務，有時還有活動特有的小遊戲。通常會伴隨活動在卡池內新增角色，有時活動任務也會贈送玩家角色。

### 戰隊競賽
2~30名的玩家可以組成戰隊，戰隊內的成員可以通訊並交換道具、租借戰鬥用的角色。
在月底的最後 5 日會舉辦以戰隊為單位的比賽。所有戰隊成員在消耗了 300 體力之後，可以選擇攻擊一隻血條非常長的 Boss，
戰隊內的所有成員的傷害將會累積，
當累積傷害將 Boss 打死時可以再挑戰下一隻 Boss，活動結束之後官方會對所有伺服器的戰隊總傷害排名並給予獎勵。

## 世界觀與用語
整個世界是一款名為「阿斯特朗傳奇（レジェンドオブアストルム）」的遊戲為主體，主要由尤絲蒂亞娜·馮·阿斯特賴亞公主的國家出資，由國際組織「WISDOM」做為最主要的開發單位。

### 地理
阿斯特賴亞大陸（遊戲「阿斯特朗傳奇」主要場所，絕大部分劇情都在這片大陸上發生，有著不少的國家跟遺跡）
主要國家跟地區分別有：
1. 蘭德索爾（阿斯特賴亞大陸上最為強大的國家，也是大陸裡最繁榮跟昌盛的地方，貪吃佩可是蘭德索爾皇家的最高統治者）
2. 獸人王國（在阿斯特賴亞大陸上僅次於蘭德索爾的國家，曾經跟蘭德索爾有過不少衝突）
3. 大江戶（東方的小國，經常販售一些珍奇藥草跟寶物跟其他國家進行貿易）
4. 索爾之塔（漂浮在蘭德索爾王宮上空的巨大遺跡造物，裡面有著各式千奇百怪的寶物、強大兇猛的魔物，通常探險家必須經由蘭德索爾皇家同意才得以進入，傳說登上索爾之塔頂端就可以實現願望）
5. 露娜之塔（會在一個時間點突然出現的大型高塔，高聳入雲難以計算高度，裡面有著各式兇猛的魔物，但是充斥著主角跟其他人的記憶碎片，其存在仍然是個謎題）
6. 精靈之森（精靈族的故鄉，環境悠閒而美麗，通常只有精靈族才能夠進入村莊，但是如果有精靈族帶領其他種族也能夠進入）
7. 艾爾皮斯島（遠離阿斯特萊亞大陸的一塊島嶼，周遭海域有著十分危險的魔物讓探勘船艦難以抵達島上，島上還沒有任何被開發與開墾過的痕跡，但是有著不少遺跡跟刻著奇怪文字的石板）
8. 大間（所屬的國家未知，一個以漁港維生的小型城鎮，出產著高品質的海產到各個國家販售，受到不少美食家的喜愛）
9. Geo・Theogony（第三部新登場的地底世界，「Geo」意指「地球」、「土地」，而「Theogony」指的則是「神的誕生」、「神譜」）

### 種族
遊戲在開始以前會提供玩家選擇的種族跟職業，讓玩家來塑造自己的角色。
主要種族分別有：
人族（跟現實中的人類沒有任何差異）
使用的玩家：
佑樹(主角)、貪吃佩可、優衣、秋乃、美冬、妮諾、望、紡希、千歌、拉比林斯達、靜流、璃乃、禊、鈴莓、真陽、諾維姆、克莉絲提娜、純、智、綾音、胡桃、優妮、琪愛兒、流夏、深月、宮子、莫妮卡、空花、美咲、尾狗刀、大悟、美空、克蕾琪塔。
魔族（有些會有一雙明顯的尖角在頭部，有些會有明顯的蝙蝠翅膀或惡魔尾巴出現在背後）
使用的玩家：、伊莉亞、依里、茜里、忍、七七香、杏奈、惠理子、伊緒、鈴奈、卡里莎、蘭法。
精靈族（有著一雙明顯的尖耳朵）
使用的玩家：可可蘿、咲戀、鏡華、美里、碧、初音、優花梨、步未、克蘿依、雪、似似花。
獸人族（涵蓋的範圍相當廣泛這些種族都可以分類在獸人族，諸如：貓族、狗族、狼族、兔族、豬人族等）
使用的玩家：凱留、日和、茉莉、真步、真琴、香織、霞、栞、鈴、珠希、霸瞳皇帝、阿澤爾德。
特殊案例：莉瑪
龍人族（十分稀少的存在，本來是作為遊戲的DLC釋放，做Beta測試期間釋放數量有限的名額給玩家使用，有著明顯巨大的龍角、尾巴、翅膀，有著超越其他種族的強大身體素質，更有著名為「龍族覺醒」的強化模式）
使用的玩家：雪菲、帆稀、嘉夜、祈梨、贊恩。

### 公主與公主騎士
公主為前作《公主連結》中可以實現任何願望的力量。本作開頭反派勝利之後便為霸瞳皇帝所有。
公主騎士是被七冠選中並被七冠賦予自身一部分力量的人的代稱。
公主騎士專屬能力
紋章之力：閃耀的紋章能大幅度強化隊友的戰鬥能力。
Union Burst(UB)：引出夥伴的潛在能力，並給予大傷害的必殺。
已知公主騎士：
1. 佑樹（主角，七冠「迷宮女王」的公主騎士，能力是無論對方是人、魔物、天氣，都能大幅度的被強化，及被其劍擊中的玩家，可以無視遊戲的規則，同時給玩家在現實身體上也造成真實的痛覺傷害，並暫時無法使用自身能力，但是因為這個能力主角帳號的數據被限制無法升級。）
2. 凱留（七冠「霸瞳皇帝」的公主騎士，位於接近整個蘭德索爾歪曲世界的中心，第一部被霸瞳皇帝強制塞入「公主騎士」能力，有著控制魔物的力量，第一部第15章因將該力量還給霸瞳皇帝不再具備「公主騎士」的固有能力）
3. 大悟（七冠「跳躍王」的公主騎士，能力名為「固有結界」，能夠貼身之後釋放結界將對手孤立並封鎖限制其行動範圍，被其擊倒的玩家，事後都不能再次登入遊戲，後來還被賜予「跳躍王」所屬的固有能力「跳躍攻擊」，前作被主角群擊敗並被強制登出後不再具備「公主騎士」的固有能力）
4. 真軌（七冠「變貌大妃」的公主騎士，能力名為「輝煌創正」能夠用BUG融合魔物或是控制）
5. 可可羅(七冠「嚮導老君」的公主騎士，索爾寶珠的製作者，使用父親的七冠帳號，除了第一部第二章第四話投矛命中使用絕對迴避的克莉絲提娜時，疑似有使用以外[原創研究？]，並無使用七冠權能過，三週年活動劇情揭示了其對主角的重要性不亞於晶)

### 七冠
與前作相同創造這個虛擬世界的七人，又稱「超越者」，其定位為虛擬世界的「神」，掌管虛擬世界的不同權能，七人也各有不同的名號。
在現實世界與虛擬世界都有超常的能力，而此七人都是在現實世界中對於虛擬世界舞台的開發者、研究者、贊助商之一。
在本作中除了霸瞳皇帝、迷宮女王、似似花、矛依未以外，其他人都失去全部或部分的記憶。
七冠分別為：
1. 霸瞳皇帝（千里真那（千里 真那））
2. 拉比林斯達（模索路晶（模索路 晶））外號：「迷宮女王」
3. 似似花（現士實似似花（現士実 似々花））外號：「變貌大妃」
4. 克莉絲提娜（克莉絲提娜·摩根（クリスティーナ・モーガン））外號：「誓約女君」
5. 拉基拉基（拉吉庫馬魯·拉吉尼坎東（ラジクマール・ラジニカーント））外號：「跳躍王」
6. 棗博士（棗宙，可可蘿的父親，第二部第13章第7話正式登場）外號：「嚮導老君/長老」
7. 最後一名七冠(帆稀在第二部第5章中說「那個人現在並不在這裡」，「憤怒軍團」也沒有查出其出現在遊戲中的蹤影，於第二部第16章第15話得知外號叫做「幻境龍后」，跟帆稀一樣是電腦駭客。），於第三部第13章幕間正式登場。

### 公主型態
第二部新登場的能力，可透過主角的強化力量讓公主們（需要曾打敗至少一位七冠以及跟主角有強烈的情感）轉換變身成公主型態來獲得超越公主騎士的強大力量，與主角的情感越強力量就越強，維持時間也越久，主角群需要靠此力量才有機會打敗第二部反派，代價是變身所消耗的能量極為劇烈，導致食量的增幅驚人，雖然此副作用會隨著主角記憶恢復及漸漸熟悉減輕。
凱留公主型態個人劇情似乎揭示了完全消除副作用的方法。
第三部主角和公主們跑到地底世界「Geo・Theogony」，已經無法使出這項能力了。

### 與相關作品的關係

#### 前作《公主連結》
劇情與世界觀基本上與前作共通，本作的開頭正好是前作的結局。不同的是，這個世界是霸瞳皇帝擊敗前作主角群的世界。霸瞳皇帝在獲勝之後反轉現實世界與虛擬世界，並且奪取了公主之力與公主騎士之力。第二部第16章第15話從尾狗刀得知，初次「再構築」的時候，幻境龍后趁機埋下機關，並且把導航妖精的安全裝置失靈，得以入侵米奈娃，發動「再構築」，後來被尾狗刀阻止，不過「再構築」無法阻止，也是跟前作的分歧點。

#### 動畫
劇情與世界觀基本上與前作共通，而劇情後續與原作不同，原作中，主角被霸瞳皇帝殺死後，選擇復活並守護與女角們羈絆後的發展，此為原作進入第二部劇情的路線；而動畫的開頭是選擇閉上眼睛的選項，重新開始，為平行世界的劇情路線。

## 電視動畫

### 製作人員
|          | Season 1                                                   | Season 2                                                      |
| -------- | ---------------------------------------------------------- | ------------------------------------------------------------- |
| 原作     | Cygames                                                    | Cygames                                                       |
| 總監督   | 不適用                                                     | 金崎貴臣                                                      |
| 監督     | 金崎貴臣                                                   | 岩本保雄                                                      |
| 系列構成 | 金崎貴臣                                                   | 金崎貴臣                                                      |
| 助監督   | 春藤佳奈                                                   | 不適用                                                        |
| 角色設計 | 栗田聰美、楊烈駿、野田康行                                 | 栗田聰美、楊烈駿、野田康行                                    |
| 角色設計 | 不適用                                                     | 渡邊舞                                                        |
| 色彩設計 | 手嶋明美                                                   | 合田沙織                                                      |
| 道具設計 | 橋本真樹、王仁旭                                           |                                                               |
| 3DCG監督 | 中野祥典                                                   | 中野祥典                                                      |
| 美術監督 | 池田真依子                                                 | 小木曾宣久                                                    |
| 攝影監督 | 米澤壽                                                     | 米澤壽                                                        |
| 剪輯     | 木村佳史子                                                 | 木村佳史子                                                    |
| 音樂     | 多田彰文、西木康智 西村真吾、東大路憲太 本田晃弘、白井友規 | 多田彰文、西木康智 西村真吾、東大路憲太 本田晃弘、白井友規    |
| 音樂     | 伊藤翼、垣内隆太                                           | 千葉梓、久保早瑠菜 康貞蘭、加藤慶久 中村早織、伊禮完 長門千晴 |
| 音響監督 | 金崎貴臣                                                   | 金崎貴臣                                                      |
| 錄音     | 山口貴之                                                   | 山口貴之                                                      |
| 音響效果 | 小山恭正                                                   | 小山恭正                                                      |
| 音響製作 | 東北新社                                                   | 東北新社                                                      |
| 動畫製作 | CygamesPictures                                            | CygamesPictures                                               |
| 製作     | 動畫《超異域公主連結☆Re:Dive》製作委員會                   | 動畫《超異域公主連結☆Re:Dive》製作委員會                      |

### 主題曲
片頭曲「Lost Princess」
作詞：、作曲：田中公平，編曲：根岸貴幸，主唱：貪吃佩可（M·A·O）、可可蘿（伊藤美來）、凱留（立花理香）
片尾曲 (Season 1)
作詞、作曲、編曲：佐藤良成，主唱：貪吃佩可（M·A·O）、可可蘿（伊藤美來）、凱留（立花理香）
片尾曲 (Season 2)
作詞、作曲、編曲：佐藤良成，主唱：貪吃佩可（M·A·O）、可可蘿（伊藤美來）、凱留（立花理香）
插入曲 「Shining Future」(Season 2)
作詞：莊野珠理 作曲、編曲：武田城以，主唱：望(日笠陽子)、千歌(福原綾香)、紡希(木戸衣吹)
插入曲 「Call Me Darling!」(Season 2)
作詞： 作曲、編曲：池田健仁，主唱：望(日笠陽子)、千歌(福原綾香)、紡希(木戸衣吹)

### 各話列表
| 話數   | 日文標題                                                    | 中文標題                                          | 劇本     | 分鏡                            | 演出                            | 作畫監督 | 總作畫監督                                    | 首播日期       |
| 第1期  | 第1期                                                       | 第1期                                             | 第1期    | 第1期                           | 第1期                           | 第1期 | 第1期                                         | 第1期          |
| ------ | ----------------------------------------------------------- | ------------------------------------------------- | -------- | ------------------------------- | ------------------------------- | --- | --------------------------------------------- | -------------- |
| Menu1  | 冒険の始まり ～夕焼け空にきのこのソテー～                   | 冒險的開始 ～夕陽的天空中蘑菇奶油煎～             | 金崎貴臣 | 金崎貴臣                        | 春藤佳奈                        | 齋藤香織 楊烈駿 加藤弘將 小澤圓                                                                               | 重國勇二 野田康行 李明振 栗田聰美 吉田南      | 2020年 4月7日  |
| Menu2  | きまぐれ貓の悪戯 ～黃金色のポカポカおにぎり～               | 隨性貓咪的惡作劇 ～黃金色的暖暖飯糰～             | 金崎貴臣 | 金崎貴臣                        | 石川俊介                        | 石動仁 池津壽惠 河村涼子 門智昭 二宮奈那子                                                                    | 李明振 吉田南 野田康行 谷口宏美               | 4月14日        |
| Menu3  | 美食のフロンティア ～隠し味に天上の果実を添えて～           | 美食最前線 ～隱藏風味加入天上的果實～             | 金崎貴臣 | 金崎貴臣                        | 鈴木芳成                        | 上野卓志 北島勇樹 菊池俊亮 吉岡佳宏 齋藤香織                                                                  | 重國勇二 野田康行 谷口元浩                    | 4月21日        |
| Menu4  | ようこそ美食殿 ～宵のとばりにビーフシチュー～               | 歡迎來到美食殿堂 ～夜幕之下燉牛肉～               | 金崎貴臣 | 金崎貴臣                        | 茉田哲明                        | 宇良隆太 上野卓志 齋藤香織                                                                                    | 宇良隆太 野田康行 吉田南                      | 4月28日        |
| Menu5  | 愛情たっぷりポリッジ ～トワイライトな運命をのせて～         | 充滿愛的粥 ～承載黎明的命運～                     | 金崎貴臣 | 金崎貴臣                        | 平井義通                        | 上野卓志 北島勇樹 齋藤香織 石動仁 池津壽惠 加藤弘將 松下純子                                                  | 重國勇二 李明振 野田康行                      | 5月5日         |
| Menu6  | 旅立ちの調べ ～星空はスパイスの香り～                       | 啟程的旋律 ～星空是刺激的香味～                   | 金崎貴臣 | 金崎貴臣                        | 久保太郎                        | 武本大介 野道佳代 鶴田愛 清水勝祐 櫻井拓郎                                                                    | 楊烈駿 吉田南                                 | 5月12日        |
| Menu7  | 闇穿つ光 ～仲良し姉妹のマリアージュ～                       | 貫穿黑暗之光 ～要好姐妹的完美搭配～               | 金崎貴臣 | 金崎貴臣                        | 岩本保雄                        | 塚本智也 嵩元樹 相澤秀亮 河本零王 服部益實 神田岳 宇良隆太 野田康行                                           | 重國勇二 李明振 野田康行 小池智史             | 5月19日        |
| Menu8  | リトルでリリカルなお子様ランチ ～田園風玉子焼きセット～     | 小小的甜心兒童餐 ～田園風玉子燒套餐～             | 龜井博之 | 春藤佳奈                        | 飯田薰久                        | 北島勇樹 染谷友梨花 大原大 池津壽惠 永井奈 齋藤香織 佐伯番匠 海保仁美 山崎輝彥 菅原美智代 上野沙彌佳 畠山元   | 宇良隆太 吉田南 楊烈駿                        | 5月26日        |
| Menu9  | 美食のバカンス ～磯の香りはテンタクル～                     | 美食度假 ～海濱的香味是觸手味～                   | 金崎貴臣 | 田頭忍                          | 山本恭平                        | 菊地淳亮 鐮田均 西川真人                                                                                      | 小池智史 楊烈駿 宇良隆太                      | 6月2日         |
| Menu10 | 常闇に集いし華 ～呪いのプディングなの～                     | 永恆之暗集結之華 ～是詛咒的布丁～                 | 金崎貴臣 | 金崎貴臣                        | 茉田哲明                        | 上野卓志 河本零王 小川玖理週 壽門堂 菊池政芳 海保仁美 藤田真弓 山崎輝彥 菅原美智代 上野沙彌佳 宮野健 畠山元   | 宇良隆太 重國勇二                             | 6月9日         |
| Menu11 | 夕暮れマイホーム ～サクサク探索ホットドッグ～               | 夕陽My home ～迅速探索和熱狗～                    | 金崎貴臣 | 平池芳正 春藤佳奈 金崎貴臣      | 鈴木芳成                        | 北島勇樹 池津壽惠 石動仁 大原大 齋藤香織 本田剛士                                                             | 吉田南 楊烈駿 宇良隆太 小池智史 野田康行      | 6月16日        |
| Menu12 | きまぐれパティシエ自慢の一品 ～迷宮とクレープのメモリー～   | 隨性西點師自豪的一品 ～迷宮與可麗餅的回憶～       | 金崎貴臣 | 金崎貴臣                        | 吉田俊司                        | 永井奈 別所優紀 TNK 神田岳 齊藤香織 齊藤佳子 清水勝祐                                                         | 宇良隆太 小池智史                             | 6月23日        |
| Menu13 | ロストプリンセス ～皆の笑顔を添えて～                       | 失落公主 ～帶來大家的笑容～                       | 金崎貴臣 | 金崎貴臣 春藤佳奈 平池芳正      | 岩本保雄                        | 宮崎輝 本田剛士 山本脩鬥 倉谷亮太 北島勇樹 河本零王                                                           | 李明振 楊烈駿 吉田南 重國勇二 野田康行 TOMATO | 6月30日        |
| 第2期  |                                                             |                                                   |          |                                 |                                 | |                                               |                |
| Menu1  | 美食を訪ねて ～好奇心は最高のブーケガルニ～                 | 尋訪美食 ～好奇心是最棒的法式香草束～             | 金崎貴臣 | 金崎貴臣                        | 岩本保雄                        | 小池智史 富谷美香 宇良隆太 秋月彩 宮崎輝 金子美咲                                                             | 渡邊舞 野田康行 TOMATO                        | 2022年 1月11日 |
| Menu2  | きまぐれ貓の躊躇い ～月明かりのアンティパスト～             | 任性貓的猶豫 ～月光的意式開胃菜～                 | 金崎貴臣 | 金崎貴臣                        | 德野雄士                        | 藤優子 上野卓志 綾きらら 洪范錫 河本零王 富谷美香                                                             | 小池智史 吉田南 野田康行                      | 1月18日        |
| Menu3  | 不思議な森のティーパーティー ～アフターヌーンは危険な香り～ | 奇妙森林的茶會 ～下午茶飄散出危險的香氣～         | 金崎貴臣 | 金崎貴臣                        | 笹原嘉文                        | 駒本藍子 西尾聰美 綾きらら 吉田南                                                                             | 渡邊舞 山本脩鬥 野田康行                      | 1月25日        |
| Menu4  | 駆け出しの名探偵 ～ミロワールに想いを寄せて～               | 青澀的大偵探 ～將心意凝聚在鏡面淋醬上～           | 金崎貴臣 | 坂詰嵩仁                        | 坂詰嵩仁                        | 福元陽介 普津澤時衛門 坂詰嵩仁                                                                                | -                                             | 2月1日         |
| Menu5  | 背中合わせの光と闇 ～迷いと決意のシュラスコ～               | 背靠背的光與暗 ～迷茫與決心的巴西烤肉～           | 金崎貴臣 | 金崎貴臣                        | 飯田薰久                        | 藤優子 上野卓志 宮崎輝 西尾聰美 河本零王 秋月彩                                                               | 小池智史 楊烈駿                               | 2月8日         |
| Menu6  | コードネーム：モニカ ～ブイヤベーズは溫かいうちに～         | 代號：莫妮卡 ～馬賽魚湯要趁熱享用才行～           | 金崎貴臣 | 菊田幸一                        | 德野雄士                        | 吉田南 高妻匠 駒本藍子 綾きらら                                                                               | 宇良隆太 野田康行                             | 2月15日        |
| Menu7  | 悪戯好きのピクシー ～霞の中のクオーレ～                     | 喜歡惡作劇的小精靈 ～霞光中的心～                 | 金崎貴臣 | 金崎貴臣                        | 徐惠真                          | 福元陽介 三木達也 西尾聰美                                                                                    | 宇良隆太 野田康行                             | 2月22日        |
| Menu8  | 幸せを繋ぐ手紙 ～緑の丘のアランチーニ～                     | 帶來幸福的信 ～綠色山丘的意式炸飯糰～             | 金崎貴臣 | 金崎貴臣 川面真也               | 中込健人                        | 富谷美香 宮崎輝 山本脩鬥 藤優子 上野卓志 河本零王 齊藤良成                                                    | 山本脩鬥 渡邊舞 野田康行                      | 3月1日         |
| Menu9  | 近づく心、すれ違い魂 ～クレープは誓いの味で～               | 接近的心靈，錯過的靈魂 ～可麗餅要吃誓言的味道哦～ | 金崎貴臣 | 金崎貴臣 廖程芝                 | 笹原嘉文                        | 諸富直也 泉坂つかさ 伊藤典子 阿見圭之介 重國勇二 野田康行 古林杏子                                            | 小池智史 野田康行                             | 3月8日         |
| Menu10 | 落日のランドソル                                            | 落日的蘭德索爾                                    | 金崎貴臣 | 金崎貴臣                        | 五味伸介                        | 吉田南 杉薗朗子 上野卓志 西尾聰美 保村成 駒本藍子 綾きらら 高妻匠 河本零王                                    | 宇良隆太 渡邊舞 野田康行                      | 3月15日        |
| Menu11 | 抗う者たち                                                  | 反抗者                                            | 金崎貴臣 | 金崎貴臣 廖程芝                 | 廖程芝 飯田薰久                 | 齋藤良成 宮崎輝 高妻匠 藤優子 富谷美香 上野卓志 普津澤時衛門 保村成 野田康行 楊烈駿 杉薗朗子                  | mosh 小池智史                                 | 3月22日        |
| Menu12 | もう一度、キミとつながる物語                                | 再一次，與你連結的故事                            | 金崎貴臣 | 菊田幸一 山本健 金崎貴臣 中川淳 | 岩本保雄 中川淳 山本健 金崎貴臣 | 渡邊舞 福元陽介 小池智史 野田康行 宇良隆太 諸富直也 吉田南 山本健 李明振 高妻匠 綾きらら mosh TOMATO 小島崇史 | -                                             | 3月29日        |

### 藍光版
| 卷數  | 發行日期      | 收錄話數        | 商品編號   |
| 第1期 | 第1期         | 第1期           | 第1期      |
| ----- | ------------- | --------------- | ---------- |
| 1     | 2020年8月7日  | 第1話 - 第4話   | CYGX-00001 |
| 2     | 2020年9月4日  | 第5話 - 第7話   | CYGX-00002 |
| 3     | 2020年10月2日 | 第8話 - 第10話  | CYGX-00003 |
| 4     | 2020年11月6日 | 第11話 - 第13話 | CYGX-00004 |
| 第2期 |               |                 |            |
| 1     | 2022年3月22日 | 第1話 - 第4話   | CYGX-00009 |
| 2     | 2022年4月19日 | 第5話 - 第8話   | CYGX-00010 |
| 3     | 2022年5月17日 | 第9話 - 第12話  | CYGX-00011 |

## 侵權事件
日本同人社團SPLUSH WAVE在2022年第99屆Comic Market中推出結合角色扮演和脫衣麻將的同人作品《麻雀連結》，遊戲曾上架DLsite和FANZA，1月11日疑似由於版權方申述而下架。